# 햇볕정책
햇볕정책(영어: Sunshine Policy, Engagement Policy)은 조선민주주의인민공화국에 대한 대한민국의 김대중 정부와 노무현 정부의 대외 정책으로, 북한에 협력과 지원을 함으로써 평화적인 통일을 목적으로 하는 정책이다.
햇볕정책은 비유법으로 사용된 상징어로 대북화해정책, 대북포용정책 또는 포용정책으로도 불리고, 공식적인 명칭은 대북화해협력정책이다. 화해협력정책의 공식 영어 명칭은 'Sunshine Policy' 혹은 'Engagement Policy'라는 명칭이 더 대중적으로 알려져 있고, 단절을 극복하고 개방하며, 대결하지 않고 협력한다는 의미를 내포하고 있다. 많은 면에서 1970년대 서독의 동방 정책에 기초했다. '햇볕'이라는 이름은 바람이 벗기지 못한 사람의 외투를 따스함으로 벗긴 태양에 관한 아이소포스의 우화 《북풍과 태양》에서 비롯되었다.
이전에는 북한과의 관계는 형식적이고 교류가 이루어지지 않은 상태로 군사적 대치관계에 놓여있었으나, '선평화 후통일'을 통일의 기본원칙을 계승해 김대중 정부에 들어서 교류를 기반으로 한 화해, 협력 등을 강조한 포용정책으로 전환되었다. 현대아산을 비롯한 중소기업들이 참여하여 금강산 관광과 이산가족 상봉, 개성공단 조성 등 성과를 이뤘다.
그러나 햇볕정책이 실시되는 와중에도 북조선은 연평해전과 같은 무력 도발을 감행하고 계속된 핵 개발로 핵 실험을 실시하여, 안보 측면에서의 실패 문제가 제기되었다. 2016년 탈북한 북측 고위급인 북조선 영국 주재 태영호 공사에 의하면, 김일성, 김정일, 김정은 대에 걸쳐 북조선은 핵 개발을 중단한 적이 단 한번도 없으며, 햇볕정책이 실시되던 김정일 집권 시절에도 한반도 비핵화라는 거짓 외피를 뒤집어쓰고 핵 개발을 은밀히 하였다고 알려졌다.
2017년에 대통령선거에 당선된 문재인 정부는 남과 북의 화해를 다시 한번 시도하면서, 햇볕정책을 부활하였다.  이런 정책으로 한 해동안 남과 북과의 세번의 정상회담이 이루어졌으며, 이런 문재인 정부의 노력은 '달빛정책'으로 알려져 있다. 

## 역사
1980년대 이후, 북한의 핵개발 의혹은 한반도 안보의 핵심 문제가 되었다. 1994년 북한이 미국과 제네바 합의를 체결한 이후, 북핵 문제는 일단 해결되는 것처럼 보였다. 1999년 미국 클린턴 정부의 페리 국방장관은 페리보고서에서 북한이 기본 합의를 지킬 것이며 북한과의 관계 개선이 필요하다고 강조했다. 자주 한미간 갈등을 일으켰던 김영삼과 달리, 대한민국 제15대 대통령 김대중은 대통령 후보 시절부터 대북 문제에 대해 클린턴 정부와 유사한 시각을 가지고 있었다.
김대중 정부 초기에는 북한과의 대화에 소극적이였지만 2000년 3월 10일 ‘베를린 선언’이 나오면서 화해 협력 분위기가 싹텄다. 2000년 6월 13일에서 6월 15일까지 최초로 남북한의 지도자인 김대중 대통령과 김정일 국방위원장이 평양에서 2000년 남북정상회담을 통해 6·15 남북 공동선언을 발표했다.
1998년 11월 분단 이후 처음으로 남한 사람들은 금강산 관광에 나서게 되었으며 정부 출범 이후 2000년 5월 말까지 10,667명이 북한을 방문했는데, 이는 1989년 방북 허용 이후 전체 방북 인원의 80.5%에 해당된다. 남북의 연간 교역 규모도 3억 달러를 넘어섰다.
북한의 식량 사정이 좋지 못한 상태이기 때문에, 국민의 정부는 정부 차원의 인도적 지원에 나섰다. 국민의 정부는 북한에 2,753억원 어치 비료를 무상으로 지원하고, 10년 거치 20년 분할 상환, 연이율 1% 조건으로 식량차관 2,567억원을 북한 제공했다.
햇볕정책의 투명성에 대한 의혹으로 대북송금특검이 실시되기도 했다. 이 과정에서 수사를 맡은 송두환 특검팀은 4월 17일부터 6월 25일까지 광범위한 수사를 벌여 현대가 4억 5,000만 달러를 국가정보원 계좌를 통해 북에 지원했으며, 이 중 남북정상회담과 관련한 정부의 정책적 지원금 1억 달러가 포함돼 있다는 결론을 내렸다. 특검은 "북한에 송금된 돈의 액수는 총 5억달러이며 이 중 5,000만 달러는 현물로 보내졌다."고 발표하고 "5억 달러 중에는 남북정상회담 대가로 김대중 정부가 북측에 건네기로 약속한 1억 달러가 포함되어 있다."고 밝혔다. 특검은 1억달러가 "정상회담과 관련돼 있음을 부인할 수 없다."고 말했다.

## 3원칙과 정경 분리
햇볕정책은 세 가지 원칙을 바탕으로 하고 있다.
- 1. 북측의 무력 도발을 허용하지 않는다.
- 2. 남측은 흡수 통일을 시도하지 않는다.
- 3. 남측은 화해와 협력을 추진한다.

이러한 세 가지 원칙을 토대로 김대중 정부는 보다 많은 접촉과 보다 많은 대화, 보다 많은 협력을 추구했다. 또 정경분리 원칙에 따른 경제 교류를 활성화했고, 인도적 차원의 대북 식량 지원과 이산가족 문제 해결에 주력했다.

#### 정치적 측면
향후 한반도 문제 해결에 있어 다른 주변 국가들과 차별화되는 주도권을 잡기위해서는 햇볕정책이 필요하다는 주장이다. 통일시의 충격과 막대한 통일비용을 줄이기 위해서는 지금부터 투자를 해야 한다는 주장이다. 이 주장을 하는 사람들은 또한 강경책 일변도의 대북정책은 효과가 없다고 보며, 채찍이 있으면 당근도 있어야 하듯 유화책도 필요하다고 주장한다.

#### 경제적 측면
햇볕정책을 추진하던 당시는 IMF 이후 시기였고, 당시 대한민국의 안정적인 경제 환경 조성을 위해 북한을 억제할 필요가 있었으며, 햇볕정책은 이에 도움을 주었다는 주장도 있다. 실제로 외국인 투자자들은 북한의 도발에 크게 동요하는 모습을 보인다. 2013년 북한이 키리졸브 훈련이 시작되면 정전협정을 백지화하겠다며 위협하자 한국 유가증권시장에서 약 56조원이 증발하기도 했다. 이를 근거로 7분의 1 정도의 대북지원비용으로 이런 경제적 타격을 막을 수 있다면 이득이 아니냐는 주장도 있다. 또한 개성공단의 이점이나 북한 지하자원 개발시의 이득을 고려하여 햇볕정책을 추진해야 한다고 주장하는 이도 있다.
대외적으로는 중국의 북한 경제 잠식을 막아야 한다는 이유에서 햇볕정책을 찬성하는 주장도 있다. 파이낸셜타임스는 한국이 햇볕정책을 끝내면서 사실상 중국에 북한을 빼앗겼다고 보도하기도 하였다.

#### 인도적 측면
인도적인 차원의 대북지원은 분명 필요하지 않느냐는 주장이다.

### 부정적 평가

#### 북한의 무력도발
햇볕정책이 시행되었을 당시에 북한은 무력 도발을 지속적으로 자행했다.
- 1990년대
  - 1998.11.19 강화도해안 간첩선 침투 기도사건
  - 1998.12.17 여수해안 간첩선 격침 사건
  - 1999.6.15 제1연평해전
- 2000년대
  - 2002.6.29 제2연평해전
  - 2003.1.10 북 핵확산방지조약(NPT) 탈퇴
  - 2003.2.20 북 미그-29기 1대 연평도 NLL 13km 남하(아군 전투기 대응출격)
  - 2004.10.10 북 잠수함 동해침투 첩보(아군 폭뢰 투하)
  - 2004.11.1 북 경비정 3척, 서해 소청도 동방 6.5 마일 및 연평도 서방 25마일 해상 NLL 월선, 해군 경고사격
  - 2005.2.10 북, 핵무기 보유 선언
  - 2005.5.11 북 영변 5MW 원자로에서 8,000개의 폐연료봉 인출 작업 완료 발표
  - 2006.7.5 북, 장거리 미사일 대포동 2호를 포함한 7기 미사일 함경북도 화대군 무수단리 발사장서 시험 발사 실시.
  - 2006.10.9 북, 제1차 핵실험 강행

1999년과 2002년 서해 연평도 인근에서 북한 경비정의 NLL 침범으로 인한 제1연평해전과 제2연평해전이 발발하여 햇볕정책의 평화에 대한 실질적 성과에 대한 논란이 생겼다. 햇볕정책이 북한의 무력 도발을 막지 못했다며 보수세력은 포용정책의 폐기를 주장했다. 포용정책을 포기하거나 적어도 전술적 수정을 거쳐야 한다고 주장했다.

#### 북한의 핵개발
새누리당, 보수언론 등의 보수진영에서는 햇볕정책을 실패작으로 평가한다. 2006년 북한의 핵실험으로 참여정부의 지지율이 폭락하였고 2009년 북한의 핵실험을 계기로 한나라당을 비롯한 일부 보수 단체에서는 이른바 "햇볕정책 책임론"이 본격 거론되기 시작했다. 2009년 6월 15일, 한나라당 북핵특위가 개최한 회의에서 윤덕민 외교안보연구원 교수는 "북한 핵 문제는 애초부터 북이 핵을 포기할 것이며, 협상으로 그렇게 유도할 수 있다고 믿은 김대중·노무현 정부의 판단 착오"라고 말했다. 협상 의지가 없는 북한을 상대로 협상을 시도한 것 자체가 북한에 핵개발에 필요한 시간과 돈을 벌어준 셈이란 것이다.
민주당과 진보진영에서는 햇볕정책의 목적에는 긍정적이나 현재는 안보를 기본 바탕에 두고 추진하고 있다. 일각에서는 경제와 안보를 교환한다는 개념에서 실패했기 때문에 안보와 안보를 교환해야 한다고 주장한다.
한편, 2016년 1월 미국에서는 오바마 대통령의 대북정책인 '전략적 인내'에 대한 비판이 쏟아졌다. '전략적 인내'란 북핵이나 미사일 등에서 북한이 먼저 변화하지 않는 한 경제제재를 강화하며 대화에 나서지 않겠다는 전략이다. 북한이 4차 핵실험을 강행한 직후 공화당은 물론 여당인 민주당에서조차 "2009년 도입한 '전략적 인내' 정책으로 오히려 북한에게 핵과 미사일 능력을 개발하는 시간만 벌어주는 결과를 초래했다"는 비판이 쏟아졌다.
2016년 9월에는 박근혜 대통령이 북핵 문제에 대해 햇볕정책을 비판하자 박지원 의원은 "임기 17개월 남긴 지금 이명박, 박근혜 정부 8년 반 동안 5번의 북한 핵실험 중 4번을 했다"면서 "핵미사일의 기술 진전을 알면서도 속수무책이던 대통령께서 '대화 위해 북 준 돈 핵개발 자금 됐다'며 햇볕정책에 책임을 떠넘기시네요"라고 지적했다. 이어 "정부 말대로 하면 북한은 이미 망했거나 오늘 혹은 내일 망해야 한다"며 "지난 8년 반간 북에 준 돈이 없는데 북이 어떻게 핵 SLBM 미사일 핵잠수함까지 건조해서 실험 할까요?", "경부고속도로에서 사고 나면 동작동 국립묘지 박정희 대통령 묘소로 가서 항의하나요?"라고 반문했다.

## 같이 보기
- 동방정책
- 국민의 정부
- 한국의 통일
- 김대중
- 대북 식량차관
- 동북아 균형자론(Korea as a Balancer in Northeast Asia)
- 쇄국정책#조선